# Monteverdi High Speed
La Monteverdi High Speed est une gamme de voitures de luxe construite par Monteverdi entre 1968 et 1975. La voiture était assemblée à Bâle en Suisse. On comptait parmi ses rivales la Jensen Interceptor (1966), dont la carrosserie est le fruit d'une collaboration entre les italiens Carrozzeria Touring et Carrozzeria Vignale. Elle aussi était équipée d'un moteur V8 Chrysler.

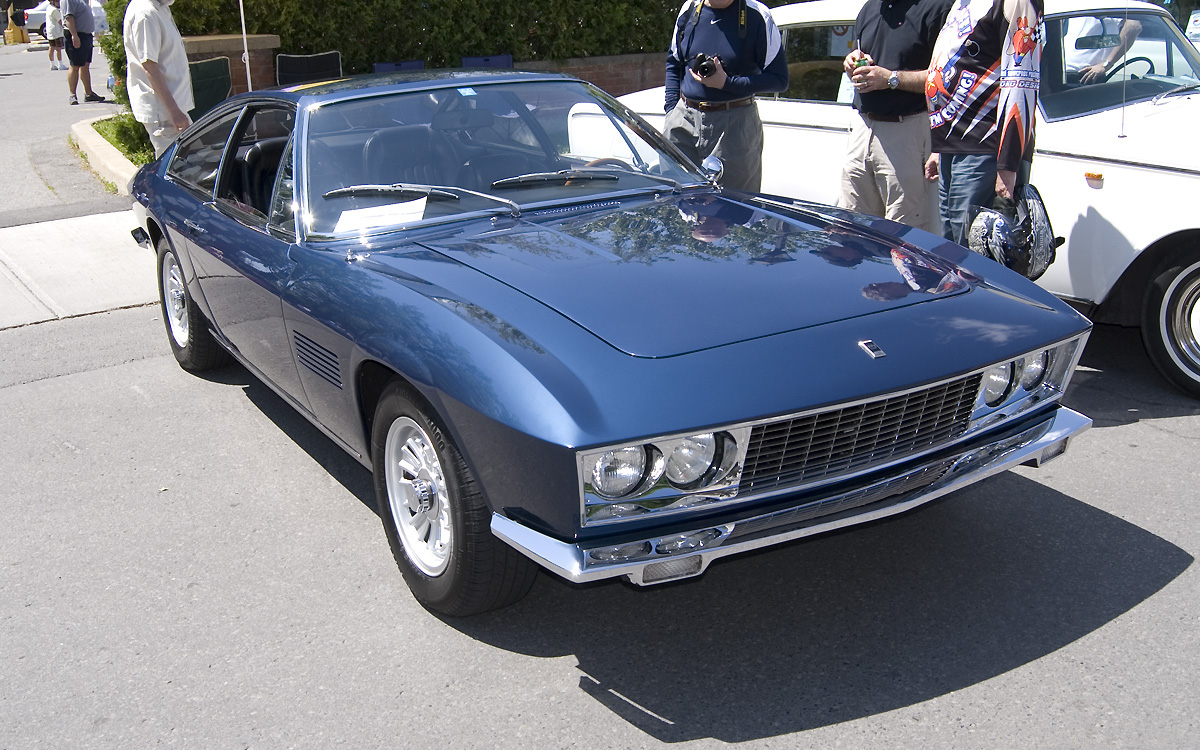
Monteverdi High Speed

L'histoire de cette voiture a été difficile. Le projet, confié à Pietro Frua qui est l'auteur du design et de la fabrication des 12 premiers modèles commandés par Monteverdi durant les 6 premiers mois de commercialisation, s'est vu annuler brutalement son contrat en 1968. Peter Monteverdi a transféré les plans à la Carrozzeria Fissore sans avoir réglé la facture à Frua ni recherché le moindre accord. Celui-ci le traina en justice et fit bloquer la production.

## La carrosserie
Ce premier modèle du constructeur suisse sous la marque Monteverdi, la "High Speed 375S" était un pur coupé deux places dont le design et la réalisation sont signés par le célèbre carrossier italien Pietro Frua à Turin. La ligne avec son avant plongeant rappelait  l'impressionnante Maserati Ghibli qui eut un immense succès, due au crayon d'un autre célèbre carrossier italien, Ghia. Il fut dit, à l'époque, que l'on pouvait repérer quelques détails de la Monteverdi sur la Maserati Mistral et l'AC 428 à la demande expresse de Peter Monteverdi qui voulait manifestement faire des économies de conception (ces similitudes étaient très, voire trop évidentes). Certaines sources affirment même que certains composants comme les panneaux de verre et les portes pouvaient être interchangeables entre les voitures.
Le projet 375S de Frua a été présenté en septembre 1967 lors du 43e salon de l'automobile de Francfort, l'IAA. L'accueil fut très positif, beaucoup croyaient que c'était une nouvelle marque italienne. En plus d'offrir une carrosserie élégante,la 375S avait un comportement sécurisant avec une finition intérieure luxueuse. La production en très petite série a débuté en 1967, le châssis fabriqué par un sous-traitant local se voyait équipé de la mécanique chez Monteverdi à Bâle puis était ensuite expédié à Turin où Frua réalisait l'habillage de carrosserie entièrement à la main et assurait les finitions intérieures de la voiture. Le véhicule était ensuite renvoyé chez Monteverdi.
Cette procédure de répartition des tâches entre Monteverdi et Frua a fonctionné les six premiers mois, ce qui a conduit à la production totale de douze coupés.
En 1968, Peter Monteverdi rompt le contrat qui le liait à la carrosserie Pietro Frua pour confier la production des seules carrosseries à la Carrozzeria Fissore. À la demande de Monteverdi, Fissore devait produire les carrosseries conformément aux plans de Frua mais, quand ce dernier en fut informé, il fit valoir ses droits d'auteur, bloqua la fabrication et Monteverdi dut alors commander à Fissore un nouveau projet. Monteverdi n'avait pas payé les 12 carrosseries produites par Frua.
C'est ainsi qu'est née, en 1969, la seconde série de la gamme High Speed 375 carrossée par Fissore.

## Châssis
Le châssis de la High Speed était composé de tubes d'acier. La carrosserie était elle aussi, en acier, la suspension à l'avant à triangulation, avec une barre anti-roulis et des ressorts hélicoïdaux ajustables, à l'arrière, assurée par un essieu De Dion comportant un parallélogramme de Watts, des ressorts hélicoïdaux et une barre anti-roulis. 
Pour ralentir les 1645 kg de la voiture, la voiture faisait appel à 4 disques ventilés Girling. 

## Groupe motopropulseur
La Monteverdi High Speed utilisait un V8 7.2L (440ci) fourni par Chrysler. Ce moteur était monté dix centimètres en arrière de l'essieu avant, afin d'assurer un meilleur équilibre des masses. L'alésage était de 109.73 mm, et la course de 95.25 mm. L'alimentation en essence se faisait grâce à un carburateur quadruple corps Carter. L'ordre d'allumage : 1-8-4-3-6-5-7-2. Le rapport volumétrique de 10.1:1 permettait au moteur d'afficher 375 ch à 4800 tr/min, et un couple de 651 N m à 3200 tr/min. Ce moteur avec un vilebrequin à 5 paliers était refroidi par eau. 
Le constructeur proposait 2 transmissions : une boîte ZF manuelle à 5 vitesses, ou automatique TorqueFlite à 3 rapports (dans ce cas, le rapport de pont était de 3.07:1)

Rapports (boîte automatique A727) :
- 1re : 2.45:1
- 2e : 1.45:1
- 3e : 1.00:1
- Marche arrière : 2.21:1

## Versions avec carrosserie Frua
La voiture fut proposée durant sa carrière en plusieurs versions de carrosserie. 

### 375S
La 375S fut la première de ces versions. Il s'agit d'un coupé 2 places traditionnel, d'une longueur de 4.80 m. On estime que 25 exemplaires ont été produits, dont une dizaine encore en circulation aujourd'hui.

### 375L
Monteverdi proposa également la 375L : version cabriolet 2+2 de la 375S. Une autre version cabriolet, la 375C, vint s'ajouter plus tard au catalogue.
Développée en parallèle au coupé par Frua, ce cabriolet 2+2 places a été conçu comme une version longue de la 375S à la demande spécifique de Peter Monteverdi. La ligne latérale en fut considérablement modifiée. Le prototype a été présenté au public en 1968. Il est resté dans les ateliers de Monteverdi en Suisse. 
À la suite de la rupture des relations entre Monteverdi et le carrossier italien, Frua reprit et modifia en profondeur son projet de cabriolet 2+2 places pour le constructeur britannique AC qui cherchait un modèle sportif à la mode. Un an plus tard AC présenta l'AC 428.

### 400
Lors de la présentation de la 375S, Peter Monteverdi avait annoncé, dans son premier prospectus de vente, le futur lancement d'une version encore plus puissante équipée d'un moteur Chrysler 8 cylindres de 7,0 litres développant 400 ch. Cette annonce est restée, comme beaucoup d'autres de la part de Peter Monteverdi, sans suite.

### 375/4
En 1970, Monteverdi présente la 375/4, version berline de la High Speed, sa longueur dépasse les 5 mètres.
L'empattement de la voiture a été rallongé pour atteindre 3,15 mètres, les caractéristiques techniques sont inchangées. Petit détail croustillant pour une voiture de très haut de gamme, Monteverdi a acheté les poignées des portières de la Fiat 128. 
La voiture se voulait avant tout un véhicule de représentation qui attirerait l'attention du public sur la marque Monteverdi. Beaucoup de véhicules ont été vendus dans les pays arabes. La famille royale du Qatar en aurait acquis, selon Monteverdi, cinq. Pour mieux se faire connaître chez lui, Peter Monteverdi a offert un exemplaire au gouvernement suisse pour qu'il l'utilise comme véhicule officiel, mais ce dernier a maintenu les limousines Cadillac.
Les chiffres de production Monteverdi sont - comme toujours - peu clairs. Il y a de nombreuses indications qui mentionnent que 28 exemplaires (au moins) de la 375/4 auraient été produits. Dans les statistiques d'un ancien responsable de Monteverdi, un temps publié sur Internet, un site non officiel, il était mentionné qu'un total de 13 exemplaires de la berline avec les numéros de châssis de 3001 à 3010 puis de 3111 à 3113 ont été produites de 1971 à 1973. Les deux dernières voitures étaient avec conduite à droite. De plus, la Carrozzeria Fissore a déclaré avoir produit trois exemplaires directement, en avoir fait fabriquer huit par Poccardi et deux par Embo, ses ateliers associés. Ce qui confirmerait le nombre de 13.
La crise pétrolière va accélérer l'arrêt de la production de ces véhicules qui seront remplacés par des modèles moins extravagants comme la Sierra ou la Safari. Au total, si l'on croit les chiffres publiés par Monteverdi, environ 250 exemplaires de High Speed, toutes versions confondues) ont été produits. Il est possible de voir certains exemplaires au musée de la marque à Binningen, près de Bâle.

## Versions avec carrosserie Fissore
Après les poursuites judiciaires engagées et gagnées par Frua, en 1969 Peter Monteverdi a dû commander une nouvelle carrosserie pour son coupé. Pour marquer ce nouveau départ, Monteverdi est devenu encore plus directif pour définir le concept du nouveau véhicule. Contrairement au passé, il ne voulut plus de pur biplace. Il avait enfin admis que les acquéreurs potentiels désiraient un coupé 2+2. 
La Carrozzeria Fissore eut la lourde charge de satisfaire ce donneur d'ordres exigeant qui n'avait pas réglé son prédécesseur Frua et qui exigeait que la nouvelle High Speed 375 L soit le véhicule de référence Monteverdi. Au cours des huit années qui ont suivi, les carrosseries seront toutes produites dans les ateliers Fissore et ses ateliers associés à Savillan. Dans le contrat qui liait Fissore et Monteverdi, ce dernier fournissait à Fissore les châssis nus à carrosser puis les voitures étaient renvoyées chez Monteverdi pour y installer la mécanique. Fissore qui ne pouvait pas accorder l'exclusivité de son usine de montage à Monteverdi, qui ne la lui aurait jamais payée, devait aussi satisfaire ses autres donneurs d'ordre aussi, on dénombre des carrosseries fabriquées et montées par deux ateliers associés : Poccardi et Embo.

### 375 L Fissore

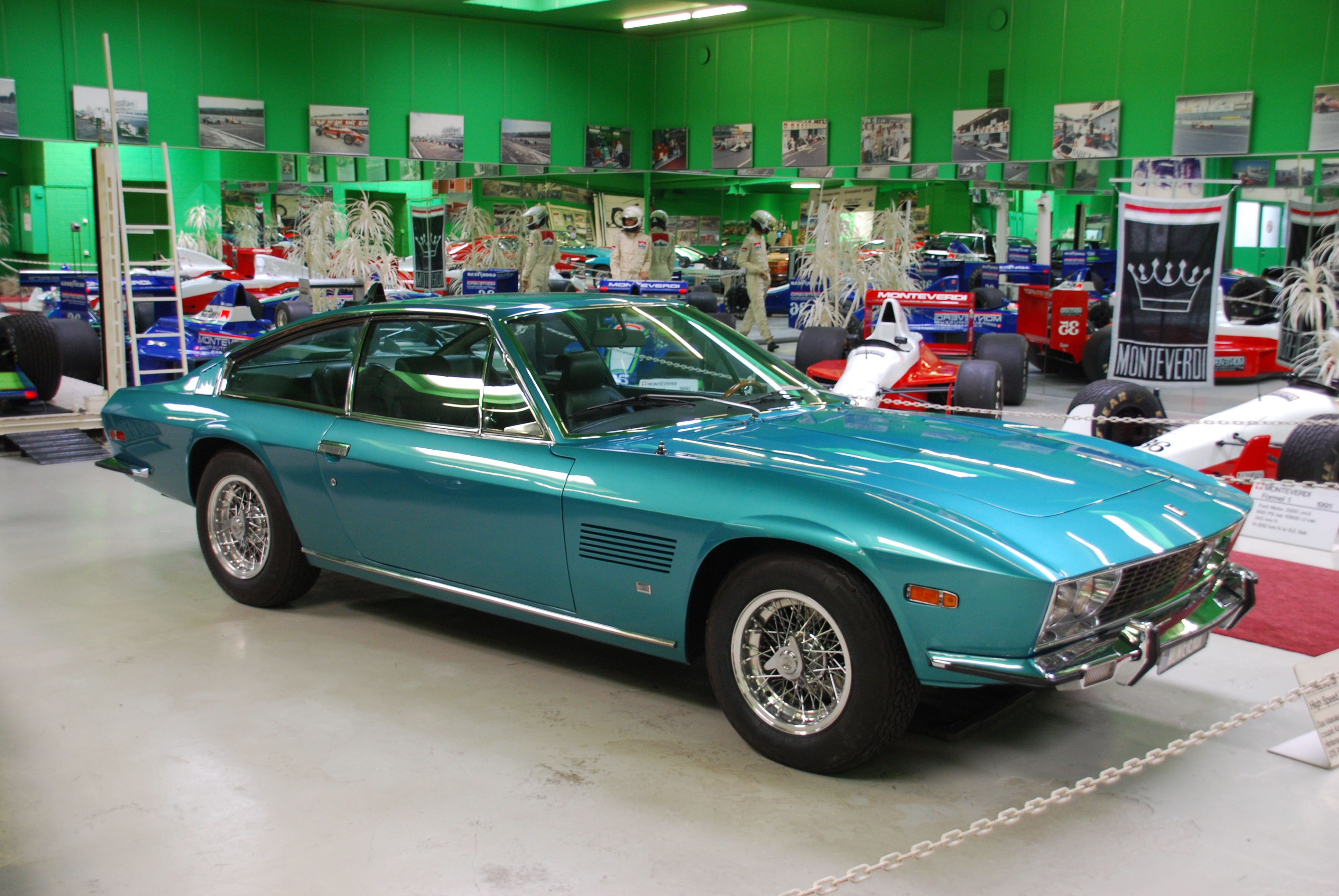
Une High Speed 375L Fissore

La nouvelle 375L avait des lignes tendues et des angles vifs, selon la mode lancée par les carrossiers italiens de l'époque.
Monteverdi ne pouvant remplacer le châssis ni les finitions intérieures de l'ancienne voiture qui avait été carrossée par Frua, les dimensions de l'habitacle étaient quasiment strictement identiques. Seules les faces avant et arrière avaient été retravaillées par Fissore avec des lignes tendues. À la demande de Monteverdi, la calandre avait été fortement cerclée de chrome autour des doubles phares ronds, qui ont ensuite été remplacés sur les derniers exemplaires par des projecteurs rectangulaires. À l'arrière, les feux étaient toujours ceux de l'Alfa Romeo Giulia Berline. Ces choix étaient très discutables, Peter Monteverdi, à son habitude, s'octroyait toute la conception au point d'affirmer avoir conçu lui-même la carrosserie.

## Performances
À l'époque, Peter Monteverdi affirmait que la High Speed 375 était une des voitures les plus rapides du monde. Il affirmait qu'elle passait de 0 à 100 km/h en seulement 6.3 secondes, et atteignait 400m en 14.6 secondes avec la boîte auto. Le souffle du moteur ne finissait par s'épuiser que vers 245 km/h.
Sur le prospectus commercial, Peter Monteverdi a fait mentionner en 1972 sur un dessin qui soulignait le style du véhicule et ses performances exceptionnelles, que la Monteverdi High Speed 375L était "le coupé d'aujourd'hui avec la technologie de demain".
Le magazine allemand "Auto Motor und Sport" a testé, au printemps 1972, la High Speed 375L avec un moteur de 7.2 litres et a mesuré les performances suivantes :
- Vitesse maximale : 229,3 km/h
- Accélération : 0-100 km/h = 8,2 secondes
- 1 km départ arrêté : 28,3 secondes.

La Monteverdi 375L n'avait donc pas des performances extraordinaires, au contraire, elle faisait jeu égal avec la Jensen Interceptor, mais n'a jamais atteint les performances de l'Aston Martin V8 et encore moins celles de la Maserati Indy.
Au cours des années de production, on note quelques changements mineurs dans la finition. Le plus important fut la refonte complète du tableau de bord sur les modèles 1972/73 avec l'apparition du  bois et d'instruments classiques à la mode anglaise, 
À partir de 1971, le coupé et la berline ont reçu le moteur Chrysler Hemi 375 Hemi de 7 litres de cylindrée.